# Trofeo Gerd Müller
Il Trofeo Gerd Müller (Trophée Gerd Müller, in francese) è un premio calcistico istituito da France Football nel 2021 per premiare il miglior marcatore della stagione calcistica europea precedente. Il riconoscimento, nato come Attaccante dell'anno, è stato intitolato nel 2022 a Gerd Müller, vincitore del Pallone d'oro nel 1970 e morto l'anno prima.

## Criteri
Il premio è assegnato al giocatore che ha realizzato più reti nel corso della stagione calcistica europea precedente tra club e nazionale. Nella prima edizione era considerato l'anno solare.

## Albo d'oro
| Anno | Giocatore          | Club                | Reti |
| ---- | ------------------ | ------------------- | ---- |
| 2021 | Robert Lewandowski | Bayern Monaco       | 69   |
| 2022 | Robert Lewandowski | Bayern Monaco       | 57   |
| 2023 | Erling Haaland     | Manchester City     | 56   |
| 2024 | Harry Kane         | Bayern Monaco       | 52   |
| 2024 | Kylian Mbappé      | Paris Saint-Germain | 52   |

## Statistiche

### Classifica per nazionalità
| Nazione     | Giocatori | Totale |
| ----------- | --------- | ------ |
| Polonia     | 1         | 2      |
| Norvegia    | 1         | 1      |
| Inghilterra | 1         | 1      |
| Francia     | 1         | 1      |

### Classifica per club
| Club                | Giocatori | Totale |
| ------------------- | --------- | ------ |
| Bayern Monaco       | 2         | 3      |
| Manchester City     | 1         | 1      |
| Paris Saint-Germain | 1         | 1      |

### Annotazioni
1. ↑  Premio intitolato "Attaccante dell'anno".

### Fonti
1. 1 2  (EN) France Football dedicates its own trophy to Gerd Müller, su fcbayern.com, 9 settembre 2022.
2. ↑  (EN) Bayern Munich's Robert Lewandowski named Striker of the Year at 2021 Ballon d'Or ceremony, su bundesliga.com, 29 novembre 2021.
3. ↑  (EN) Müller Trophy for year’s best striker awarded for the first time, su fcbayern.com, 17 ottobre 2022.